# Зелёный Ключ
Зелёный Ключ (чув. Ҫӗньял) — деревня в Клявлинском районе Самарской области в составе сельского поселения Чёрный Ключ.

## География
Находится на расстоянии примерно 10 километров по прямой на северо-запад от районного центра железнодорожной станции Клявлино.

## История
Деревня была основана выходцами из села Старое Резяпкино в 1770-е годы.

## Население
Постоянное население составляло 249 человек (чуваши 94 %) в 2002 году, 250 в 2010 году.